# كلاسيكية مجردة

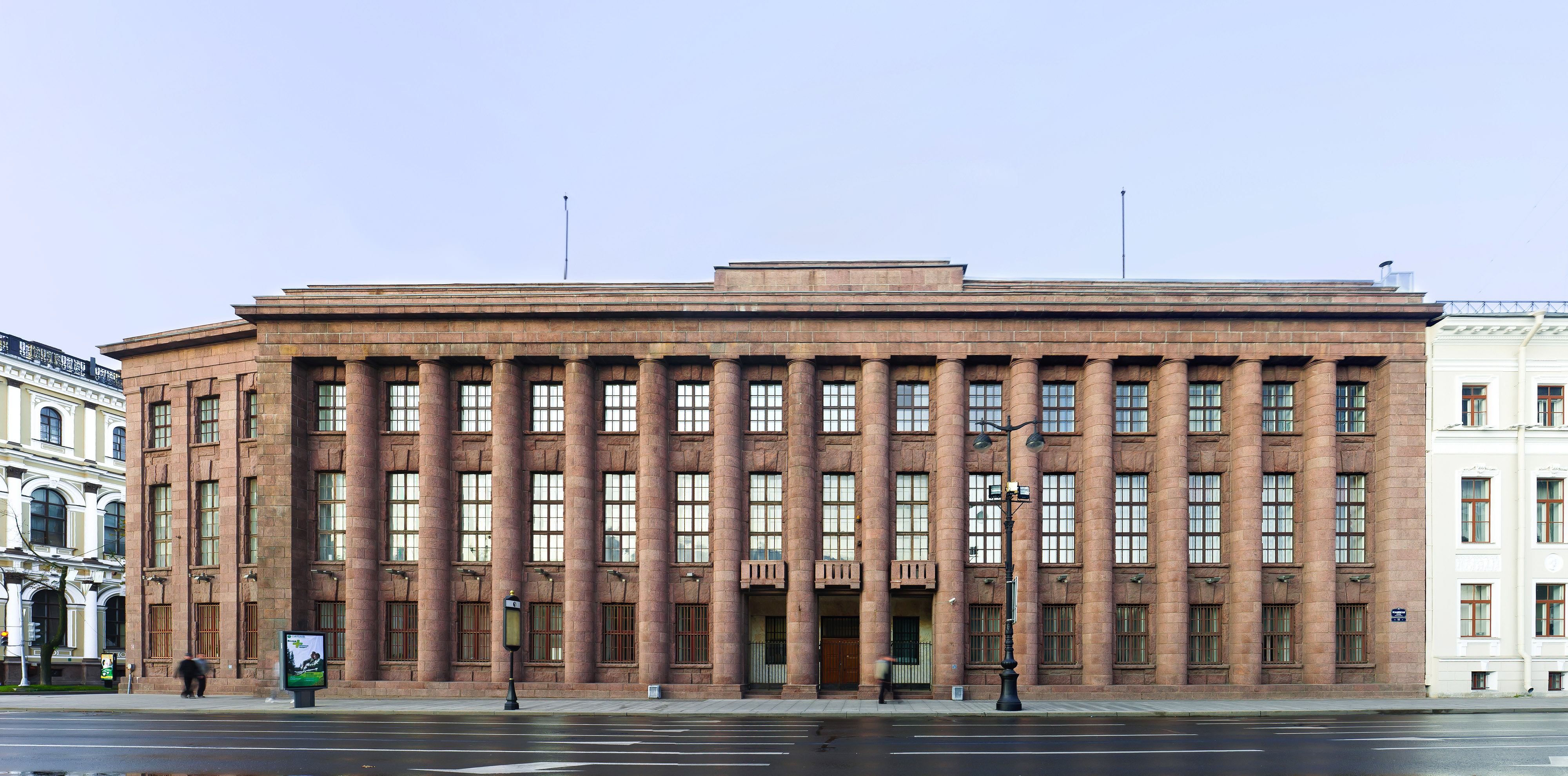
تعدّ السفارة الألمانيّة الإمبراطوريّة في سانت بطرسبرغ التي يعود تاريخ تصميمها إلى مطلع القرن العشرين النموذج الأساسي في العمارة الكلاسيكية المُجرّدة.

الكلاسيكية المجردة (أو «الكلاسيكية التوّاقة» أو «الإغريقية الحديثة») هي في الأساس أسلوب معماري كلاسيكي يعود إلى القرن العشرين، جُرّد من معظم أو كل الزخارف، وكثيرًا ما تستخدمه الحكومات في تصميم المباني الرسمية. كُيف من قبل الأنظمة الشمولية والديمقراطية على حد سواء. يحتضن الأسلوب كلاسيكية «مبسطة ولكن مقروءة» في كتلها ومقياسها الكلي مع إقصاء التفاصيل الزخرفية التقليدية. توظف أنظمة العمارة الكلاسيكية فقط في التكوين والهيكل.
الكلاسيكية المجردة تتميز في بعض الأحيان عن «الكلاسيكية التواقة» على الرغم من تشابههما، إذ تُظهر الأخيرة «حسًا ضعيفًا بالقواعد، والنسب، والتفاصيل، والبراعة، وتفتقر إلى الحيوية والزخم». أحيانًا يستخدم المصطلحين «تجريد» و «تواق» تبادليًا.
كانت الكلاسيكية المجردة مظهرًا ماديًا للحداثية «السياسية». ربط التأريخ الحديث بشكل واضح هذا الأسلوب المعماري -وعلاقته بالتفكير الحداثي- بالمشاريع السياسية التي نشأت في عشرينيات وثلاثينيات القرن العشرين والتي استخدمت البراعة الفنية للتعبير -في التكوين المبني- عن روح سياسية قوية موجّهة نحو المستقبل.

## تاريخها ووصفها

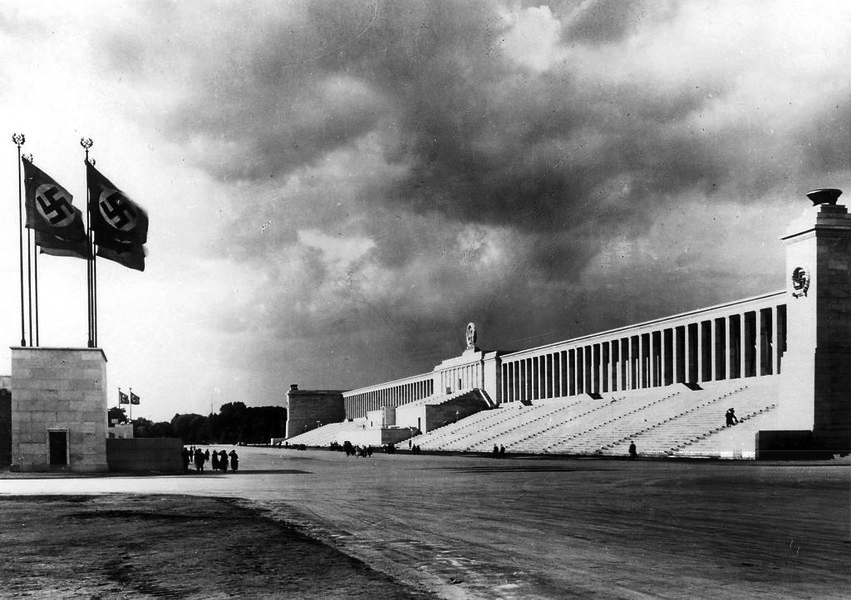
مبنى تسابلينفيلد من تصميم المعماري ألبرت شبير بالقرب من مدينة نورنبرغ عام 1934

على الرغم من أن المصطلح مُتحفظ عليه عادةً لحساب الأسلوب الأشمل الذي شكل جزءًا من العمارة العقلانية في القرن العشرين، إلا أن بعض خصائص الكلاسيكية المجردة تتجسد في أعمال بعض المعماريين التقدميين المتأخرين من أواخر القرن الثامن عشر وأوائل القرن التاسع عشر ممن يتبعون النمط النيوكلاسيكي، مثل إتيان-لويس بوليه، وكلود نيكولاس ليدو، وفريدريش جيلي، وبيتر سبيث، والسير جون سوان، وكارل فريدريش شينكل.
بين الحربين العالميتين، أصبحت الكلاسيكية المجردة معيارًا فعليًا للعديد من المباني الحكومية الضخمة والمؤسسية في جميع أنحاء العالم. استخدمت الحكومات هذا المنهج المعماري لتجاوز الحداثة والكلاسيكية، وهي استجابة سياسية نموذجية لعالم حداثي. قيل جزئيًا إن أصل هذه الحركة هو الحاجة إلى توفير المال في الأعمال الحكومية من خلال تجنب تكاليف أعمال التفاصيل اليدوية للعمارة الكلاسيكية.
توجد في أوروبا أمثلة مبكرة، مثل السفارة الألمانية في روسيا، التي صممها بيتر بيرنز واستكملت في عام 1912، «نماذج راسخة للنقاء الكلاسيكي الذي يطمح إليه حداثيون رفيعون مثل ميس فان دير روه، ولكن أيضًا للكلاسيكية الضحمة المجردة لمعماريي هتلر، وستالين، وأولبريشت وربما المباني الرسمية الأمريكية والبريطانية والفرنسية في الثلاثينيات أيضًا». اتُبع هذا الأسلوب فيما بعد في الأنظمة الفاشية في ألمانيا وإيطاليا وكذلك في الاتحاد السوفيتي خلال عهد نظام ستالين. ربما من أشهر الأمثلة في ألمانيا هو مبنى تسابلينفيلد من تصميم ألبرت شبير وأجزاء أخرى من مجمّع مبنى الكونغرس النازي خارج مدينة نورنبرغ، باستخدام العناصر الكلاسيكية مثل الأعمدة والمذابح إلى جانب التكنولوجيا الحديثة مثل الكشاف الموضعي غير العسكري. ارتبطت بناية كازا ديل فاسسيو في كومو بهذا الأسلوب. في اتحاد الجمهوريات الاشتراكية السوفيتية كان لبعض المقترحات الخاصة بقصر السوفيت الذي لم يتم بنائه خصائص هذا الأسلوب أيضًا.
من بين المعماريين الأمريكيين، يجسد عمل بول فيليب كريت هذا الأسلوب. مثال مبكر على ذلك هو نصب تييري الأمريكي الذي بني في عام 1928 من تصميمه. بعض أعماله الأخرى بهذا الأسلوب هي الواجهة الخارجية لمكتبة فولجر شكسبير في عام 1933 في واشنطن العاصمة (وليس التصميم الداخلي للمكتبة ذو نمط تيودور الإحيائي)، وجامعة تكساس عام 1937 في برج أوستن الرئيسي، ومبنى الاحتياطي الفيدرالي لعام 1937 في واشنطن العاصمة، وبرج مستشفى بيثيسدا البحري عام 1939.